# 乌克兰国家通讯社
乌克兰国家通讯社（烏克蘭語：Українське національне інформаційне агентство，简写为或），简称乌通社，是乌克兰的国家通讯社，成立于1918年，苏联解体后成为乌克兰的官方通讯社，在美国、加拿大、比利时、德国、奥地利、荷兰、波兰、拉脱维亚、土耳其以及中国设有驻外记者站，总社设在基辅。该社同时也是欧洲通讯社联盟的成员之一。
该社每天以乌克兰语、俄语、英语、德语、西班牙语、法语、中文、日语以及波兰语向乌克兰政府机关、新闻机构、社会团体、企业、驻乌克兰外交使团提供新闻稿。

## 外部連結
- 官方网站（乌克兰語）
- 官方网站（试运营）（简体中文）
- 官方网站（英文）
- 乌克兰国家通讯社的Facebook專頁（乌克兰語）
- 乌克兰国家通讯社的Facebook專頁（英文）
- 乌克兰国家通讯社的X（前Twitter）（乌克兰語）
- 乌克兰国家通讯社的X（前Twitter）（英文）
- YouTube上的乌克兰国家通讯社頻道（乌克兰語）
- 乌克兰国家通讯社的Telegram（乌克兰語）
- 乌克兰国家通讯社的Instagram帳戶